# Eduardo Soro Terol
Eduardo Soro Terol (Castelló, Ribera Alta, 21 de desembre de 1921 - Tarragona, 20 de març de 1979) fou un futbolista valencià de la dècada de 1940.

## Trajectòria
S'inicià en la pràctica del futbol al club Escalona de la seva localitat natal, d'on passà al Burjassot CF. A continuació ingressà al Llevant UE, on hi romangué durant quatre temporades. La seva millor etapa la va viure al Gimnàstic de Tarragona, on jugà durant cinc temporades (1944-1949) i arribà a assolir l'ascens a primera divisió. L'any 1949 fitxà pel Reial Saragossa de Segona Divisió i un any més tard tornà a jugar a Primera amb el CE Alcoià. Disputà un partit amb la selecció catalana de futbol el 3 de setembre de 1944 enfront del RCD Espanyol, en un homenatge a Crisant Bosch.
També fou entrenador, dirigint el Gimnàstic de Tarragona i altres clubs de la zona.